# Milenko Sebić
Milenko Sebić, född 30 december 1984 i Trstenik, är en serbisk sportskytt.
Han blev olympisk bronsmedaljör i gevär vid sommarspelen 2020 i Tokyo.